# Nana nera
Una nana nera (da non confondere con la stella nera) è l'ipotetico ultimo stadio della vita di una stella.
Si forma quando una nana bianca, nel corso di miliardi di anni, raffreddandosi, disperde tutto il suo calore nell'universo; inoltre, l'energia degli ioni presenti nella nana bianca finirebbe per esaurirsi, e quindi non emetterebbe più luce propria, diventando scura e perciò non più visibile ad occhio nudo.
Questo ammasso di plasma condensato vagherà nello spazio, si suppone, all'infinito. Per raggiungere tale stadio, una stella ha bisogno di 100 miliardi di anni e, avendo il nostro universo circa 13,8 miliardi di anni, si può concludere che non si sia ancora formata una nana nera. È la fine che probabilmente farà il nostro Sole dopo essere diventato una nana bianca, non avendo una massa sufficientemente grande per diventare una stella di neutroni o un buco nero e non avendo una stella compagna che gli permetta di aumentare la sua massa oltre il limite di Chandrasekhar ed esplodere come supernova di tipo Ia.
Il nome nana nera è stato applicato anche ad oggetti sub-stellari che non hanno massa sufficiente, circa 0,08 masse solari, per la fusione nucleare dell'idrogeno. Questi oggetti sono ora generalmente chiamate nane brune, un termine coniato nel 1970.  Le nane nere inoltre non devono essere confuse con i buchi neri o le stelle di neutroni.